# Pedro Franco Dávila
Pedro Franco Dávila (Guayaquil, 21 de marzo de 1711-Madrid, 6 de enero de 1786) fue un naturalista, científico y coleccionista de historia natural y de arte afamado en Europa, que fundó y dirigió el Real Gabinete de Historia Natural de España, hoy Museo Nacional de Ciencias Naturales (MNCN-CSIC). Fue también miembro de algunas de las más importantes sociedades científicas de su época.

## Biografía

### Nacimiento y primera juventud en América (1711-1731)
Nació en Guayaquil (en aquel entonces parte del Virreinato del Perú, actual República del Ecuador) el 21 de marzo de 1711. Pertenecía a una acomodada familia criolla: su padre, Pedro Fernando Franco Dávila, era natural de Utrera, en la provincia de Sevilla (España), y su madre, María Magdalena Ruiz de Eguino, había nacido en Guayaquil, ciudad en la que se conocieron y se casaron. El matrimonio tuvo siete hijos: cuatro mujeres y tres varones; Pedro Franco fue el tercero de ellos. Pasó su infancia en su ciudad natal, pero su formación la realizó en Lima (Perú) y culminó en la célebre Universidad Nacional Mayor de San Marcos de esa ciudad.

Plano de Guayaquil de 1741

El padre de Dávila era capitán de navío y comerciante, profesión esta última a la que se dedicó también su hijo. Los Dávila comerciaban con cacao, con el grano en general y con algún otro producto como el tabaco. Su área comercial abarcaba Guayaquil y Panamá. Con apenas quince años Dávila hizo su primer viaje con su progenitor a Portoviejo y Babahoyo (en Ecuador) para que se iniciara en el negocio de la venta de grano y cacao.  
Más tarde viajó a Panamá, pero a los veinte días de navegación el navío perdió el rumbo y naufragó cuando todo el pasaje dormía. Cuarenta personas sobrevivieron, entre ellos Pedro Franco Dávila. Tras doce días de periplo por playas desiertas llegaron a Iscuandé. Dávila permaneció allí para recuperarse durante siete meses en la casa del párroco de este puerto colombiano. Durante esta estancia se casó con Manuela Reina y Medina, una muchacha oriunda de esa localidad a la que no volverá a ver nunca más, una vez que Dávila partió de allí para retornar a su casa en Guayaquil en una embarcación que frecuentaba aquellas costas.
Unos meses después fue enviado a Baba y compró allí por orden de su padre cacao a bajo coste con idea de venderlo en Panamá. Para ello el hijo tenía primero que preparar el paso de las mercancías por el istmo de Panamá (desde la costa pacífica a la atlántica, donde estaba Portobelo) por la ruta del río Chagres. Aquí Dávila, ayudado por algún sirviente, descargó él mismo los fardos con el cacao. El gran esfuerzo realizado lo debilitó, lo que, unido a las malas condiciones en que hicieron el trabajo y el clima de la zona, hizo que cayera enfermo de fiebre amarilla (el llamado “vómito prieto”). Celebrada la Feria de Portobelo (Panamá), Dávila y su padre emprendieron un viaje en la fragata Santo Espíritu rumbo a Cádiz (España), con mil cargas de cacao -la mitad de ellas a granel- para comercial directamente con él allí, donde este producto era muy apreciado. Al llegar al canal de Bahama se desencadenó una fuerte tormenta que les obligó a dirigirse a la isla de Santo Domingo y permanecer en ella varios meses para reparar los destrozos que habían sufrido las embarcaciones.

### Estancia en España e intentos de regreso a América (1732-1744)
Llegaron a Cádiz en 1732 y vendieron el cacao que habían transportado desde América, obteniendo cuantiosos beneficios. Después viajaron a Utrera, lugar del que era originario el padre de Dávila.
Intentaron volver a Guayaquil sin éxito en 1735 en un navío de registro, pero no pudieron pasar desde el océano Atlántico al océano Pacífico por prohibición del virrey Antonio José de Mendoza Caamaño y Sotomayor (III marqués de Villagarcía), por lo que regresaron a España hasta que se dieran las condiciones de seguridad necesarias para retornar a su ciudad natal. El padre se estableció en Sevilla y el hijo viajó por Europa. Dávila estuvo en Flandes (donde fue enviado por su padre para comerciar con encajes). En marzo de 1739 el padre falleció y Dávila intentó de nuevo volver a Guayaquil, pero el barco en el que viajaba fue apresado por los corsarios ingleses y permaneció cautivo varios meses en la Jamaica británica. Fue puesto en libertad siete meses después en un intercambio con prisioneros ingleses y devuelto a España. Dávila se desplazó a París, donde fijó su residencia.

### Residencia en París (1745-1772)
Dávila vivió en la calle Richelieu, esquina a la de Montpensier, cerca de la Cómedie Française. En la capital francesa descubrió el coleccionismo y comenzó a adquirir ejemplares de historia natural y objetos de arte. También asistió a cursos de Ciencias Naturales impartidos por profesores y científicos ilustrados franceses, como los hermanos Rouelle o Jacques Cristophe Valmont de Bomare. Viajó por Europa (Francia, Suiza, Italia y Holanda) para visitar gabinetes de historia natural de otros coleccionistas y con ello acrecentar su formación, que fue fundamentalmente autodidacta y basada en la experiencia: en su propia casa instaló un laboratorio de química para clasificar minerales y utilizó de forma sistemática el microscopio, algo no demasiado frecuente en su época.

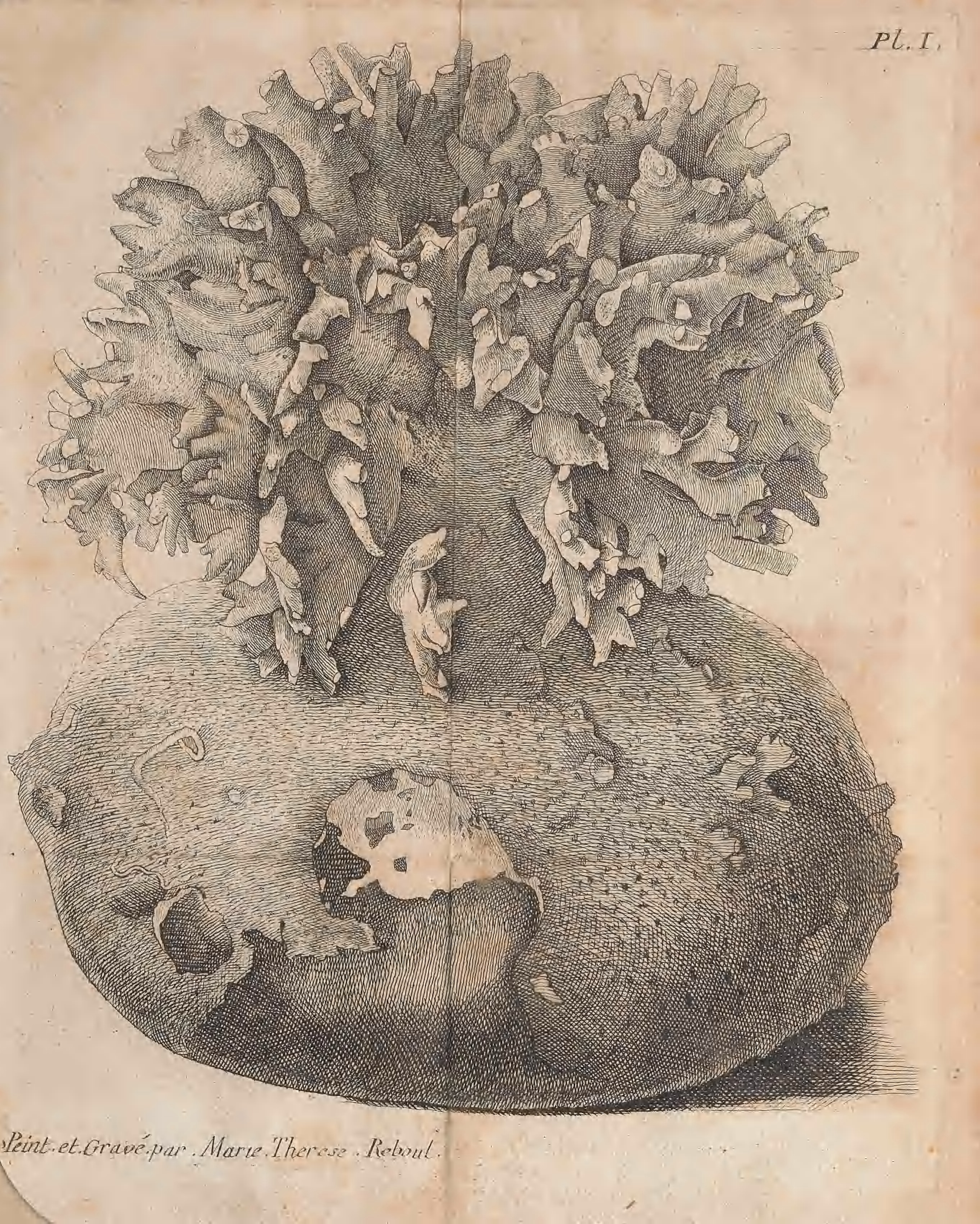
Ilustración del Catálogo de Pedro Franco Dávila

Dávila se dedicó por entero al coleccionismo: durante 24 años fue adquiriendo toda clase de objetos curiosos y exóticos que encontró a su paso y llegó a convertirse en un experto en disciplinas como la mineralogía o la malacología y también en ciertos grupos de invertebrados marinos como los poliparios (corales y esponjas), así como en fósiles (llamadas petrificaciones en esa época). Consiguió además ser un gran entendido en arte: en su colección figuraban 300 objetos de etnografía procedentes de América, Indonesia, Extremo Oriente y Turquía, 250 de arqueología egipcios, etruscos, romanos y orientales; y entre 12 000 y 13 000 piezas artísticas como medallas, cuadros (algunos de Murillo, Velázquez, Alonso Cano, El Greco, Brueghel y Teniers) o grabados. También adquirió 50 instrumentos científicos y 200 mapas. Su biblioteca contaba con 421 títulos en 1 234 volúmenes. Casi la mitad de los títulos trataban de historia natural y databan de los siglos XVI, XVII y XVIII, más de 100 títulos versaban sobre la Historia y Memorias de la Academia de Ciencias y otro centenar sobre lengua y literatura. Casi tres docenas de libros eran de física, química y matemáticas.
El esfuerzo económico para reunir esta colección le llevó a la ruina. Dávila había invertido toda su herencia paterna más la parte correspondiente de sus hermanos (él era su depositario), así como las ganancias obtenidas con su actividad comercial y es posible que también lo que consiguiera con la compraventa de objetos de arte. Aspiraba a ofrecer su gabinete a la Corona española, pues España carecía en ese momento de una institución así. El primer ofrecimiento fue en 1753 al rey Fernando VI a través de su ministro el Marqués de la Ensenada, pero sin éxito. El segundo, realizado un año después, también fracasó. En 1758 viajó a Madrid para volver a intentarlo, pero la muerte del monarca le disuadió de hacerlo. Esperó en la capital de España a que su sucesor, Carlos III, accediera al trono, para intentarlo de nuevo, pero también fue en vano, porque su ofrecimiento volvió a ser rechazado, por lo que decidió retornar a París.
Dávila necesitaba hacer frente a sus acreedores y vendió parte de su colección en subasta pública entre diciembre de 1767 y enero de 1768 por valor de 800.000 reales. Con ello pudo pagar sus deudas y volvió a plantearse la posibilidad de volver a América, a su ciudad natal, algo que nunca logró realizar.

### Dirección del Real Gabinete de Historia Natural (1771-1786)

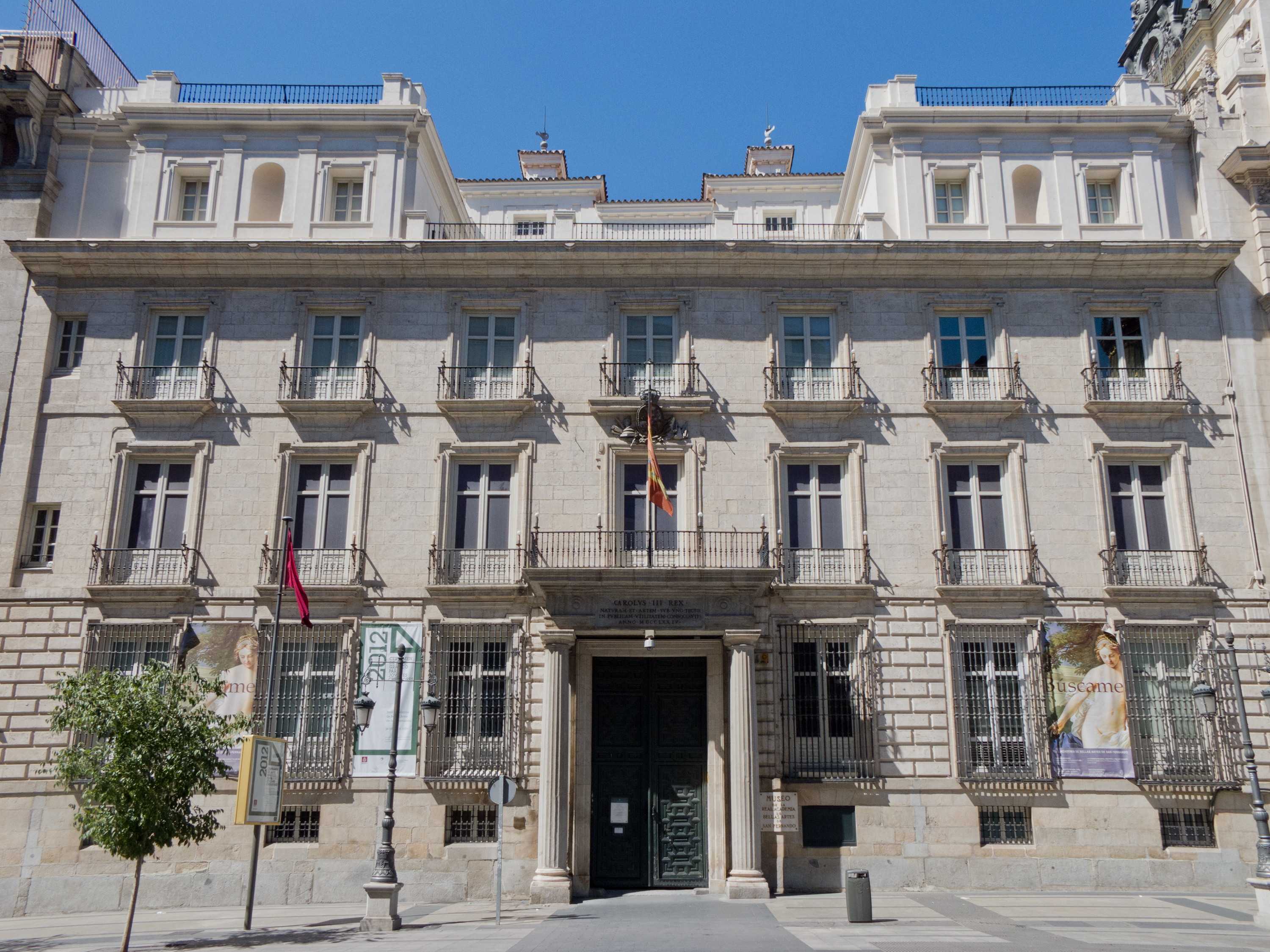
El Palacio del Conde de Saceda o Palacio de Goyeneche, de la calle de Alcalá, fue la sede del Real Gabinete de Historia Natural, origen del actual Museo.

Dávila viajó de nuevo a Madrid en 1771, animado ante la posibilidad de que esta vez el monarca aceptara su colección, como le habían comentado algunos amigos suyos cortesanos. El 17 de octubre de ese año el Secretario de Estado, el marqués de Grimaldi, escribió una carta a Dávila, anunciándole la creación del Real Gabinete de Historia Natural y su nombramiento como director del mismo. Dávila, que no recibió ninguna compensación económica por la donación de su colección a la Corona -por expreso deseo suyo- ejerció el cargo de director, que mantuvo hasta su muerte en 1786, por un sueldo de 60.000 doblones de vellón al año.
Tenía sesenta años cuando asumió la dirección del recién creado Real Gabinete y una de las primeras funciones que desempeñó fue el diseño de las salas: para ello hizo uso de los conocimientos adquiridos en sus múltiples visitas a otros gabinetes de historia natural que había realizado por toda Europa. El propio Dávila había escrito una carta a Pedro Rodríguez de Campomanes -conservada en la Fundación Universitaria Española- donde valoraba algunos de los gabinetes más afamados de su época: el de la Emperatriz de Rusia, el de la Academia del Instituto de Bolonia, el del Emperador de Viena, el de Inglaterra (formado desde el reinado de Isabel I), el de Dresde o el de Dinamarca.
  

Dávila también supervisó las obras de acondicionamiento del edificio que había sido comprado para la ocasión, el palacio del Conde de Saceda, por 2 300 000 reales de vellón, en la madrileña calle de Alcalá. Dichas obras fueron encargadas al arquitecto Diego de Villanueva, que falleció al poco tiempo, y fueron continuadas por Pedro de Pernía Girón y Castilla (II conde de Pernía). Las obras se prolongaron desde mayo de 1773 a junio de 1775. La colección de Dávila se almacenaba mientras tanto en el Palacio del Buen Retiro. El Real Gabinete compartió el emplazamiento con la Real Academia de las Bellas Artes de San Fernando. La Academia se instaló en el primer piso y en los sótanos, mientras que el Gabinete ocupó el segundo piso y las buhardillas.

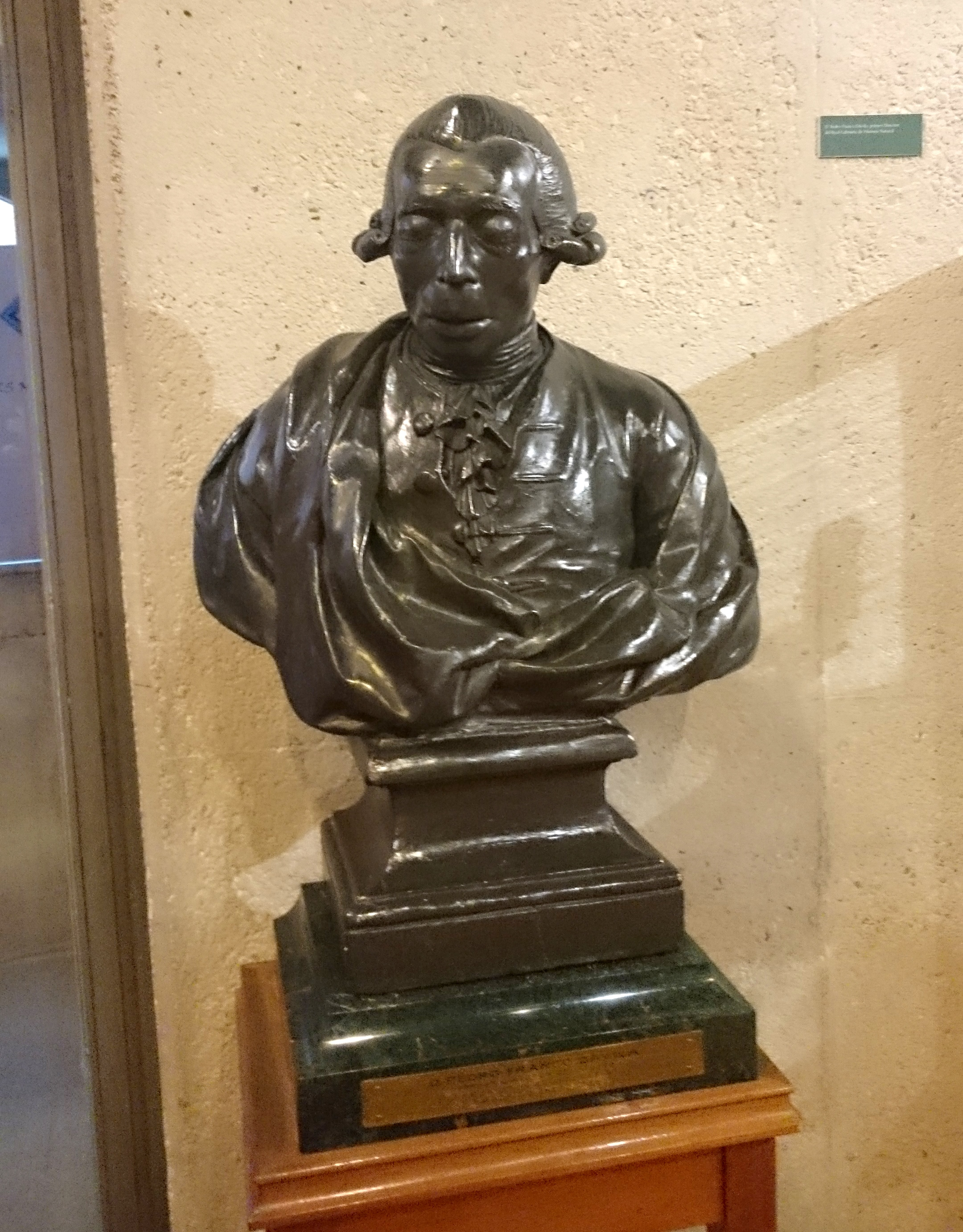
Busto de Pedro Franco Dávila, perteneciente a la colección del MNCN

Dávila tenía su residencia en unas dependencias del propio Gabinete y entre sus funciones estaban: velar por el buen orden y funcionamiento de la institución; incrementar las colecciones; identificar, valorar y ordenar los ejemplares que iban llegando; reorganizar las salas; solicitar recursos; mantener correspondencia con otras instituciones similares para el intercambio de piezas; evaluar libros científicos para su posible publicación o traducción y redactar informes oficiales sobre desperfectos, adquisición de colecciones interesantes y necesidades de la Institución. Uno de esos informes de Dávila fue escrito en 1785 para Juan de Villanueva, a petición de este por encargo del Gobierno, y en él se recogía la estructura y ordenación que debería tener la futura sede del Real Gabinete en un edificio nuevo, más amplio, creado ex profeso para albergar las colecciones, pero que no llegó a ocupar nunca al ser destinado finalmente como Museo de Pintura y Escultura. Ese edificio es ahora el Museo del Prado.
Como vicedirector del Real Gabinete fue nombrado Eugenio izquierdo y José Clavijo y Fajardo como bibliotecario. Este último también asumió las tareas de la vicedirección ante las prolongadas ausencias de Eugenio Izquierdo. Cuando Dávila falleció el 6 de enero de 1786, fue nombrado nuevo director Eugenio Izquierdo y José Clavijo, vicedirector. Sin embargo, pero las múltiples ocupaciones de Izquierdo en el terreno de la diplomacia y el espionaje hicieron que Clavijo asumiera en la práctica la dirección hasta su salida del Gabinete en 1802. Antes de su muerte, Dávila ya se encontraba gravemente enfermo y quiso dejar en su testamento como herederos a su mujer y a sus hermanos. Pidió que se le amortajara con el hábito de San Francisco y que fuera enterrado en secreto en la iglesia de San Luis.

## Obra

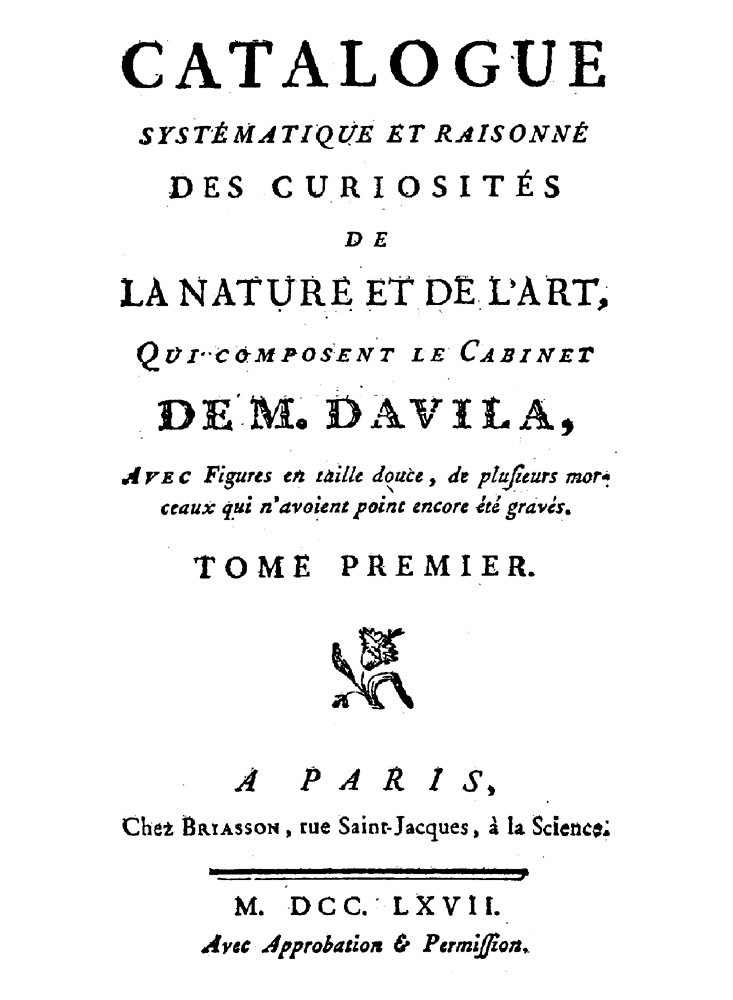
Tomo I del Catálogo de Pedro Franco Dávila

En 1767 Dávila publicó en París, en la editorial Briasson, el Catalogue systématique et raisonné des curiosités de la nature et de l'art qui composent le Gabinet de M. Dávila, en tres tomos y a tamaño de octavo. Fue escrito en lengua francesa en coautoría con Jean-Baptiste Romé de l'Isle, quien colaboró con Dávila especialmente en la redacción de la parte de historia natural. Romé de l'Isle estaba comenzando su trayectoria profesional en el campo de las Ciencias Naturales, en el que llegaría a ser un gran experto en Mineralogía, cuando colaboró en la redacción de esta obra. Dávila tenía un conocimiento muy superior en historia natural y era quien conocía perfectamente la colección por haberla reunido y documentado durante tantos años, pero al no tener como lengua materna el francés, recurrió a una persona nativa para su redacción.
Antes de esta obra, Dávila había realizado tres catálogos o inventarios de su colección, que fueron presentados en las diferentes ocasiones en las que ofreció su gabinete a la Corona española: en 1753, 1754 y 1760. Los dos primeros eran apenas unos listados de lo que contenía su colección, pero han servido para documentar el gran crecimiento que tuvo en un intervalo de años relativamente corto. 
Aunque Dávila concibió el Catálogo como una guía para la subasta pública de parte de su colección cuando se vio obligado a venderla, constituye en realidad un tratado de historia natural y no una mera descripción de su colección, debido a la profusión de datos con los que se describen muchas de las piezas y el rigor con el que están ordenadas; lo que se evidencia sobre todo en varios grupos de poliparios y de moluscos. De hecho, algunos de los ejemplares de la Colección de Invertebrados del MNCN han sido identificados a través de las descripciones que hizo Dávila en su Catálogo.
Los tres volúmenes de los que se compone esta obra suman 1.800 páginas: el primer volumen está dedicado a los reinos vegetal y animal; el segundo describe la colección de minerales y el tercero está dividido en dos partes, la primera trata sobre fósiles ("petrificaciones") y la segunda, sobre "curiosidades del arte". En el primer volumen del Catálogo se describen algunos grupos animales en los que Dávila era un experto, como los moluscos, los poliparios (corales y esponjas) y los zoófitos (equinodermos), que en muchos casos están ordenados de tal forma que dichas agrupaciones se corresponden con familias reconocidas como tales por la taxonomía actual.
Se añadieron unas 30 láminas. Dávila tenía pensado mandar más a la imprenta, pero la urgencia por publicar su Catálogo hizo que muchas de esas láminas no entraran a formar parte del libro finalmente. Los dibujos, muchos de los cuales están conservados en el Archivo del MNCN, fueron realizados por pintores franceses de reconocido prestigio, como Jacques-Philippe Caresme, Bresse o Marie-Thérèse Reboul, que fue alumna y después esposa de otro pintor francés Joseph-Marie Vien, el cual fue maestro a su vez del célebre pintor francés Jacques-Louis David.
Para la redacción del Catálogo Dávila utilizó como referencias obras de los naturalistas europeos más importantes de la época, como Albertus Seba, Jacob Theodor Klein, Johann Heinrich Linck, John Ellis, Johan Gottschalk Wallerius, Niccolò Gualtieri, Luigi Ferdinando Marsigli y Antoine Joseph Dezallier d'Argenville. A su vez  el Catálogo fue obra de referencia para muchos de los científicos europeos de la Ilustración como Ignaz Edler von Born, Jean-Baptiste Romé de L'Isle, Johan Gottschalk Wallerius, Carlos Linneo o Jean-Baptiste Lamarck, que citaron con frecuencia las piezas descritas por Dávila.
Dávila envió ejemplares de su obra a diversas personalidades e instituciones. Entre las primeras, destacó Marie-Thérèse Rodet Geoffrin, que por entonces estaba en Cracovia, en la corte del rey de Polonia. El rey, Estanislao II Poniatowski, había frecuentado de joven el salón de Geoffrin y quería formar también un gabinete de historia natural. Entre las instituciones a las que Dávila mandó ejemplares estuvo la Royal Society.

### Galería de ilustraciones

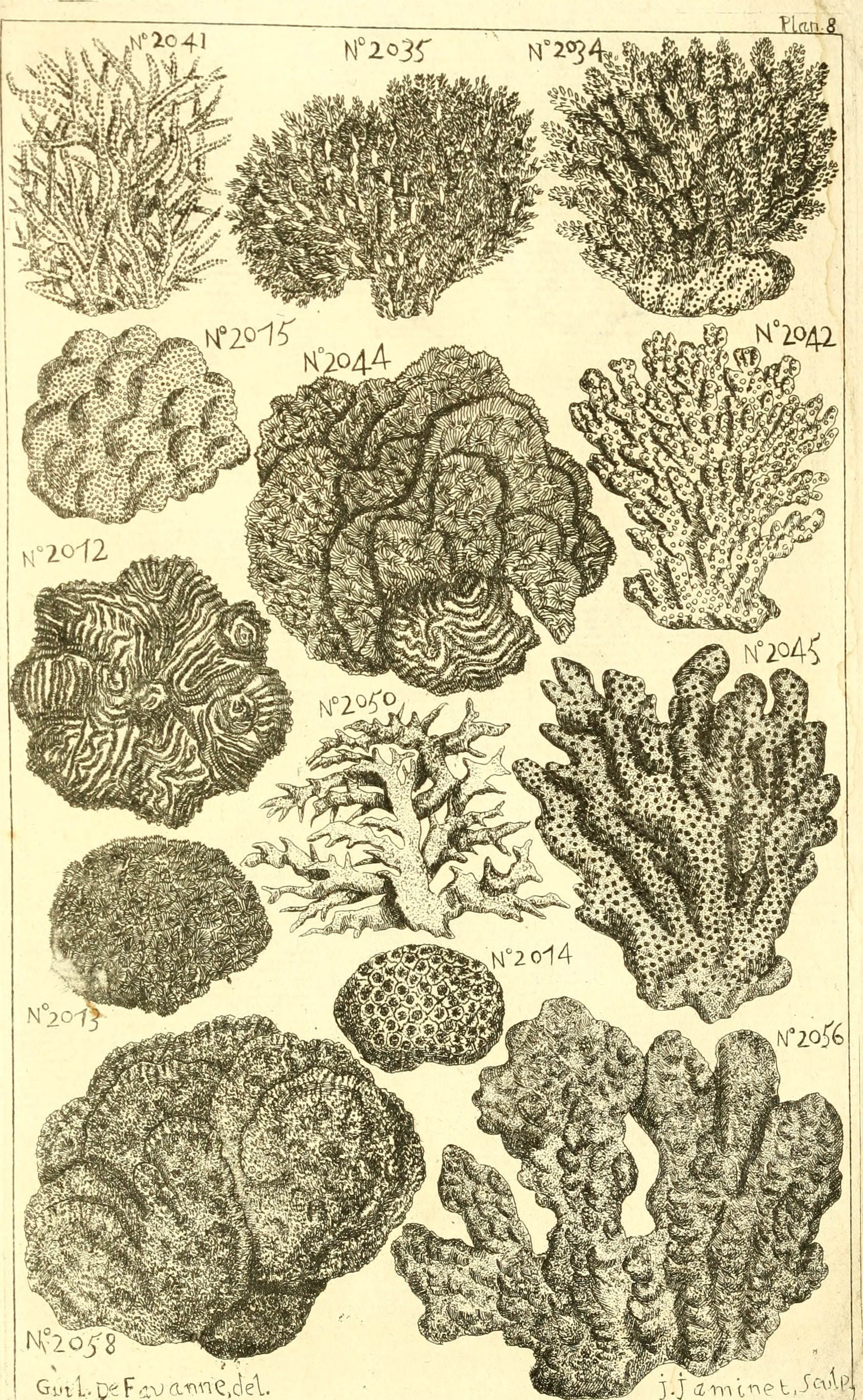
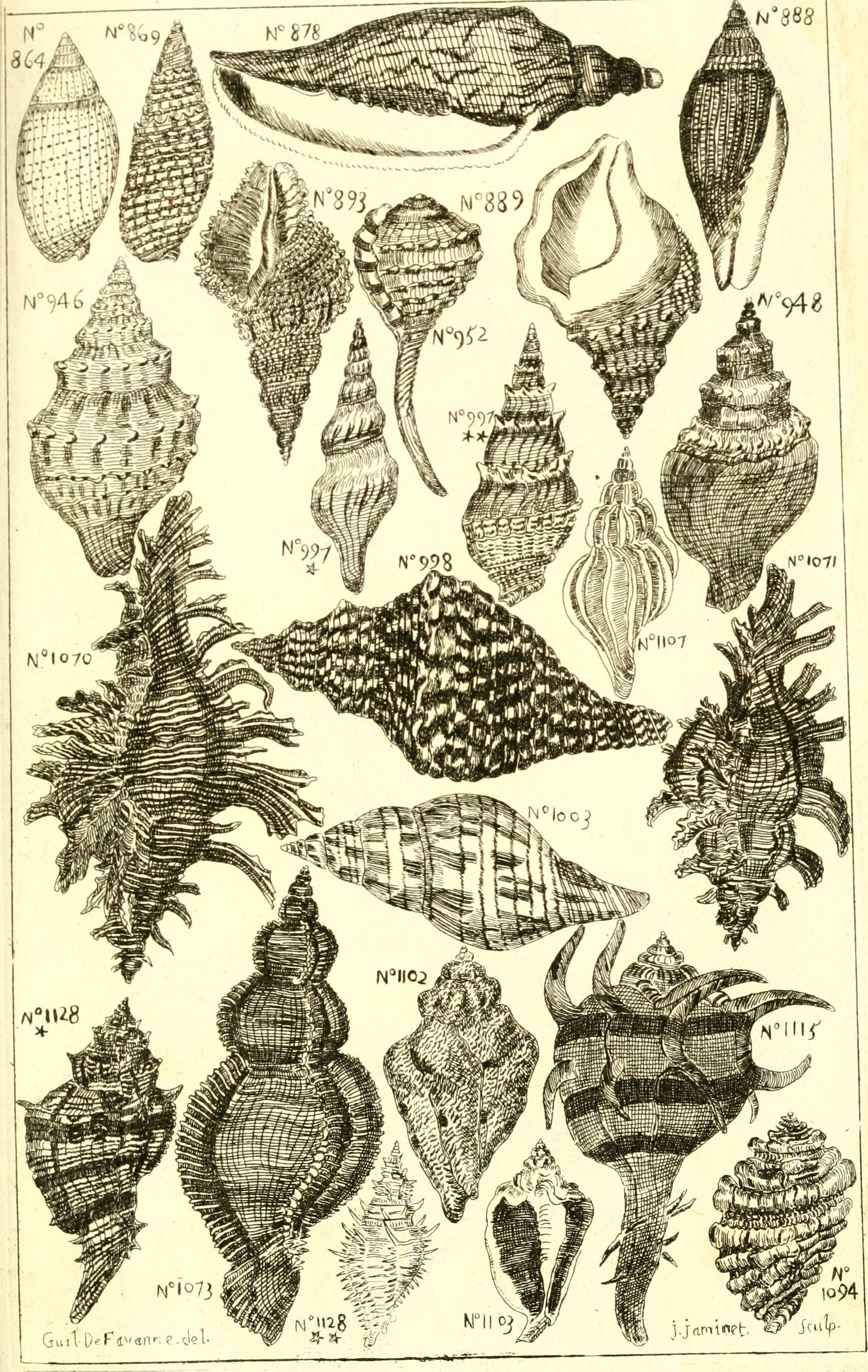
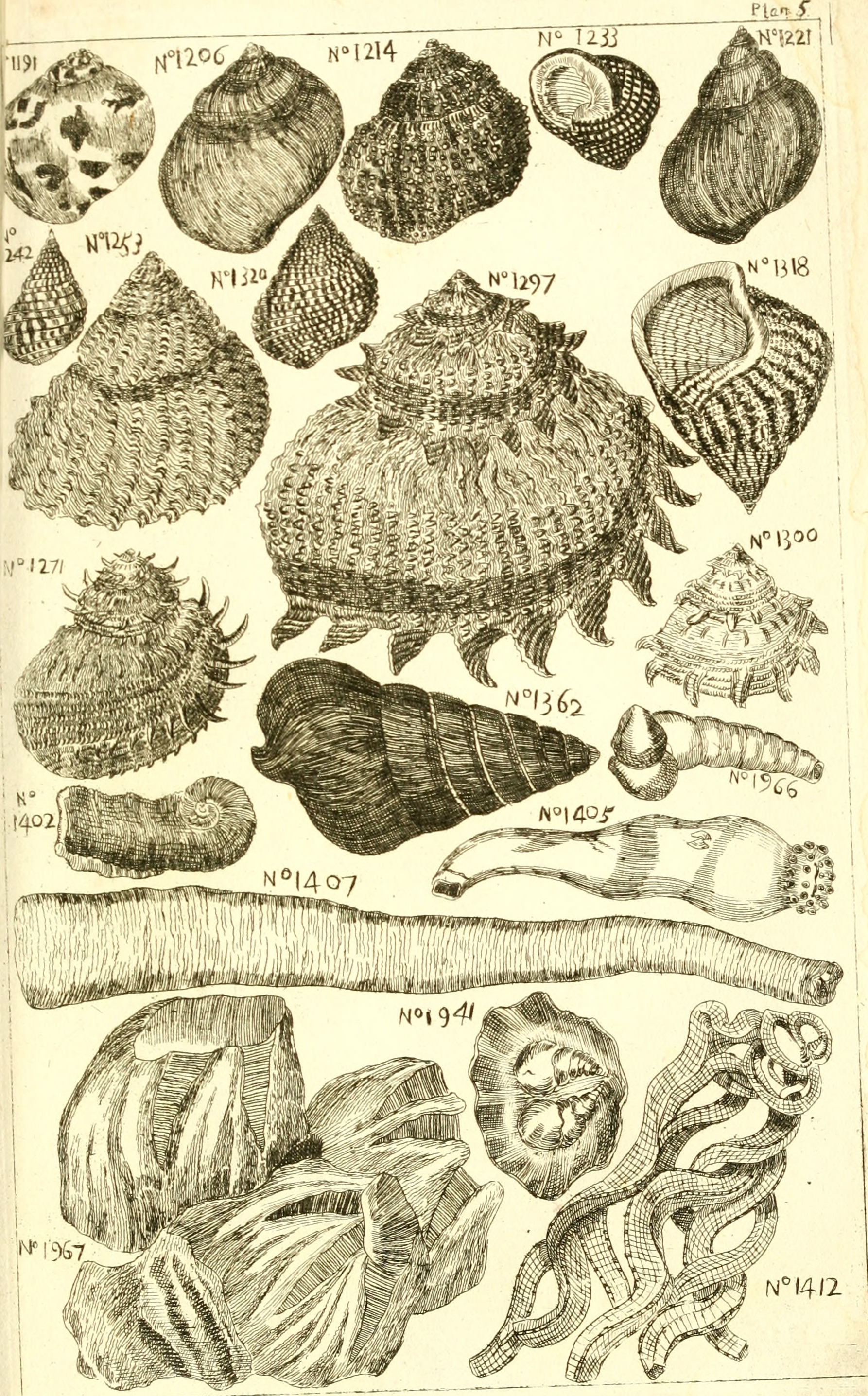
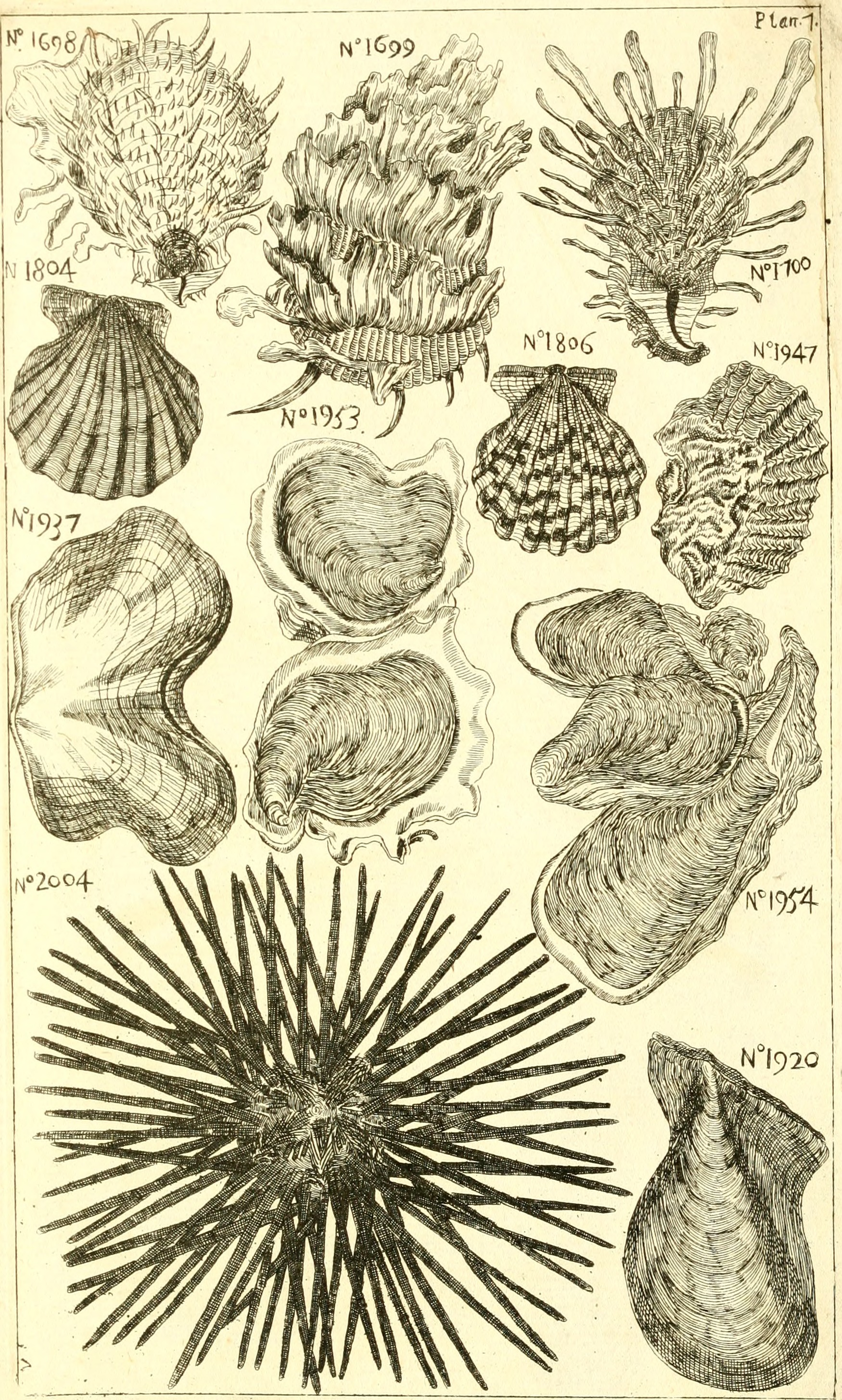
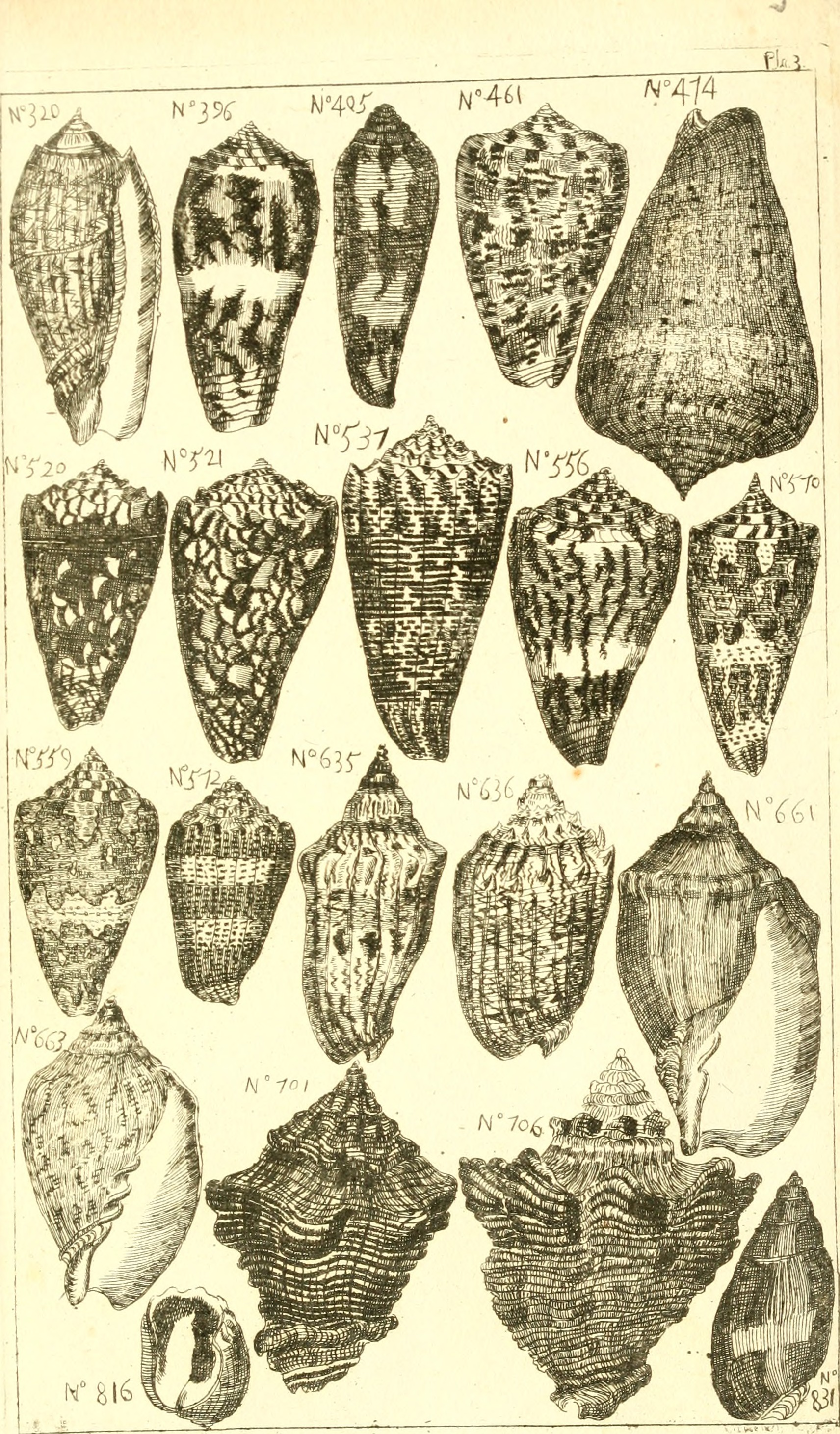
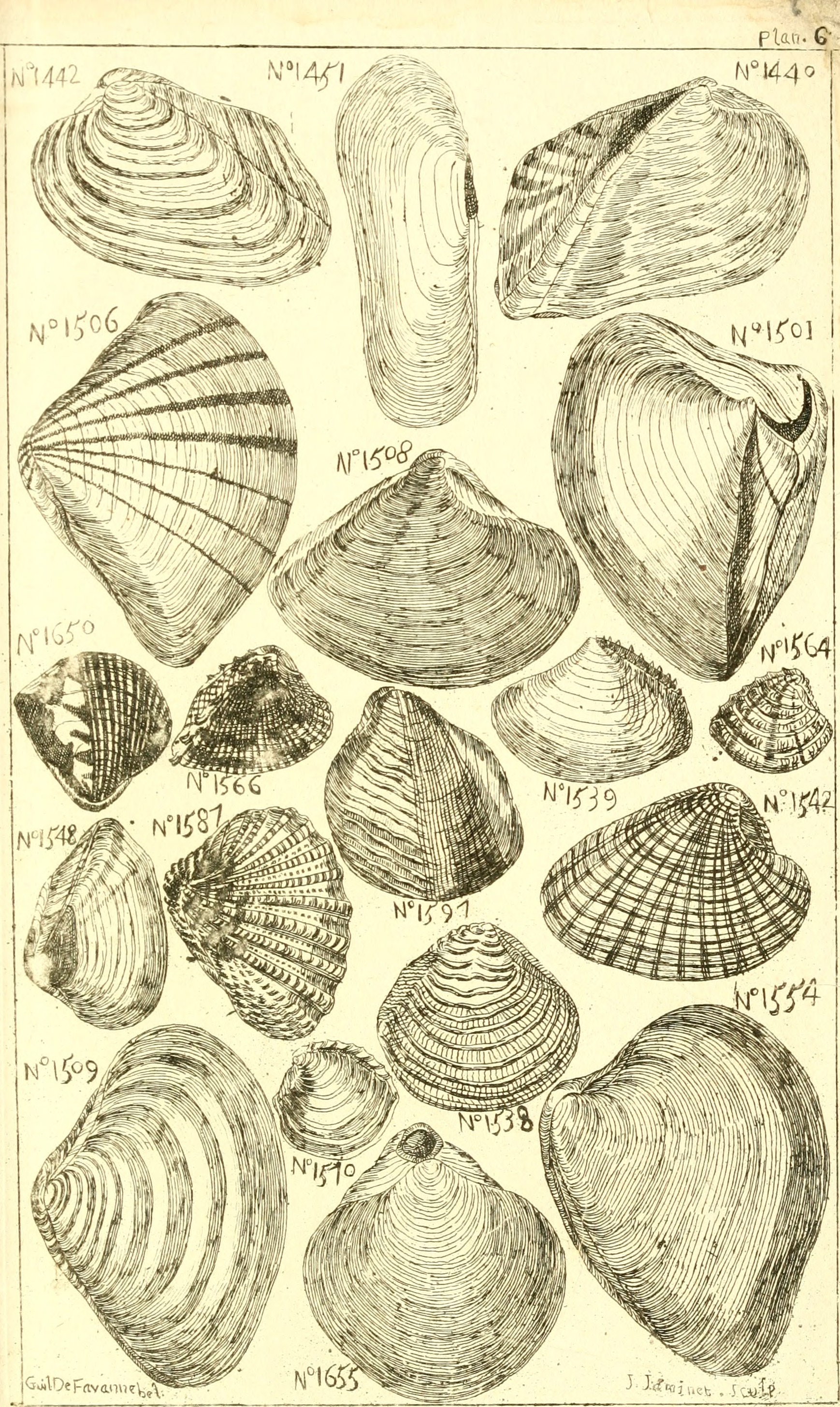
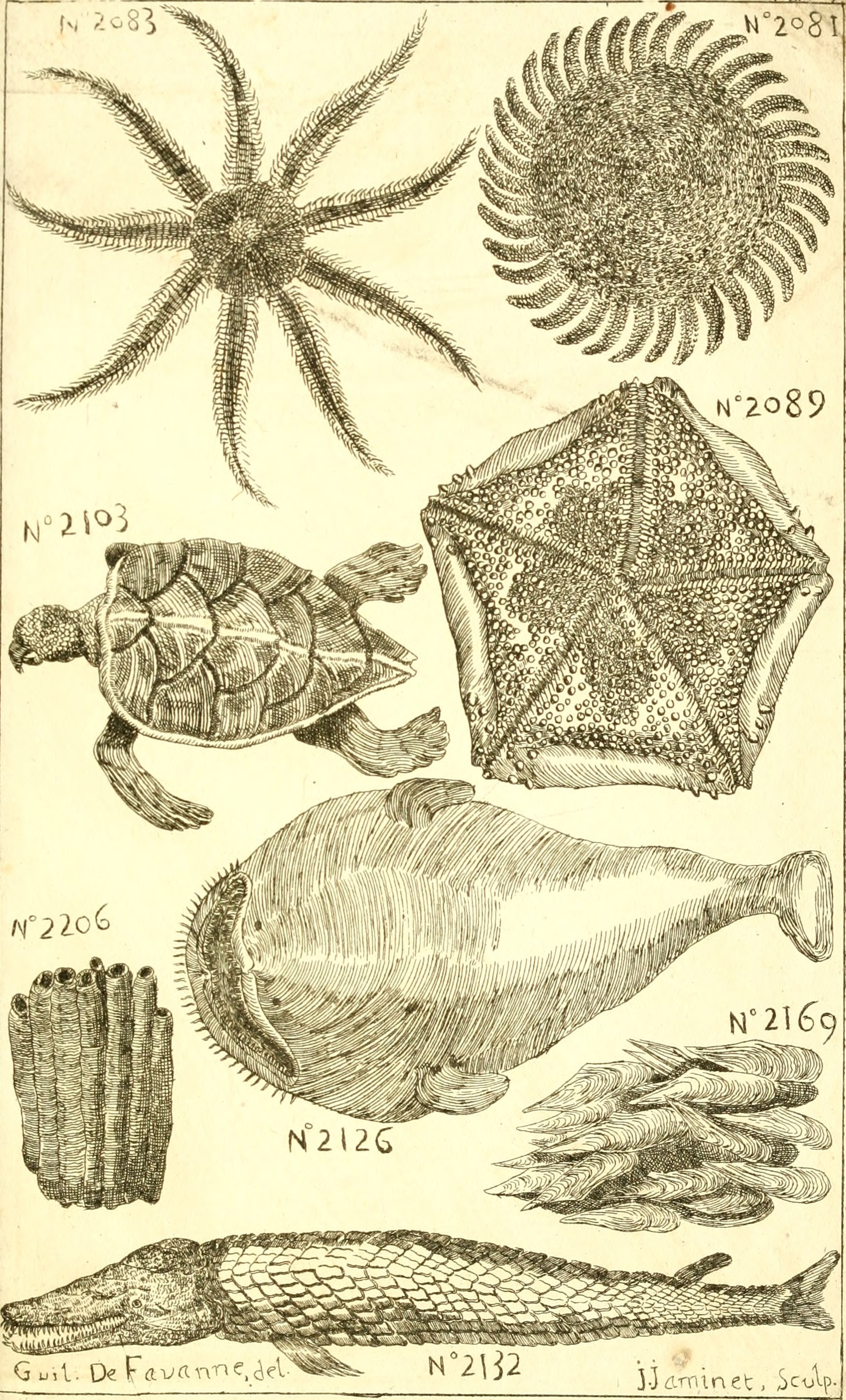

## Méritos y reconocimientos

Escudo de armas de la Royal Society

La publicación de este Catálogo le abrió a Dávila las puertas de varias instituciones científicas de prestigio, en las que ingresó como miembro. Entre estas instituciones figuran:
- La Academia Imperial de Ciencias de San Petersburgo (1767)
- La Academia de Berlín (1767)
- La Real Sociedad Bascongada de Amigos del País (1768)
- La Real Academia de la Historia de España (1771)
- La Royal Society del Reino Unido (1776)
- La Academia de Anticuarios de Cassel (1785)

También fue admitido como miembro en la Academia de Ciencias y Buenas Letras de Madrid y en la Academia de Buenas Letras de Sevilla.
Entre sus amistades y contactos se encontraban personalidades científicas y del ámbito de la cultura europea como Michel Adanson, Bernard de Jussieu, Jean-André DeLuc, Anne Claude de Caylus o Jean-Jacques Barthélemy. En España también mantuvo contacto con ilustrados como el padre Enrique Flórez, José María de Aguirre (el marqués de Montehermoso), Xavier María de Munibe e Idiáquez (conde de Peñaflorida), Manuel de Junco y Pimentel, Pablo de Olavide o Ignacio Goyeneche y Múzquiz (conde de Saceda).